# Culture d'Usatovo
La culture d'Usatovo est une culture archéologique du Néolithique récent, qui s'est épanouie d'environ 3500 à 3000 av. J.-C. à la confluence de l'Ukraine et de la Roumanie. Elle serait issue de la culture de Cucuteni-Trypillia qui l'a précédée dans la même région.

## Historique
La culture d'Usatovo tient son nom du village d'Usatovo, dans oblast d'Odessa, en Ukraine, où un établissement néolithique et des tombes ont été fouillés dans les années 1920.

## Extension géographique
La culture d'Usatovo s'est développée autour du Boug méridional et du Dniestr, entre les basses vallées du Dniepr et du Danube.

## Description
Les fouilles du site d'Usatovo ont livré les vestiges d'habitations rectangulaires, faites de plaques de calcaire, ainsi que de fosses à ordures et d'autels sacrificiels. Des tumulus, entourés de cromlechs, étaient généralement érigés au-dessus des sépultures, bien qu'on ait trouvé aussi des cénotaphes. Les tombes de chefs, parfois accompagnés de leurs épouses, étaient positionnées au centre d'une fosse, tandis que leurs serviteurs étaient apparemment enterrés sur le pourtour. Les tombes ont livré des haches de cuivre, des dagues, des poinçons, des outils en pierre, en os, ou en bois de cerf, ainsi que des poteries et des statuettes féminines en terre cuite. Les nombreux ossements de moutons et de chevaux découverts montrent la prédominance de l'élevage de bétail par rapport à l'agriculture.
La culture d'Usatovo maitrisait la métallurgie du bronze arsénié et de l'argent, ce qui suggère des contacts avec la Ciscaucasie (steppes du nord-Caucase).

## Échanges
La présence de céramiques de la culture de Maïkop indique un commerce le long de la mer Noire. La découverte de simples perles de verre suggère des échanges avec la région égéenne.

## Analyse
La culture d'Usatovo semble résulter du mélange d'éléments néolithiques locaux avec des éléments intrusifs provenant de la steppe pontique. Alexey G. Nikitin et al. décrit plus spécifiquement les populations de la culture d'Usatovo comme étant issus du mélange d'agriculteurs de la culture de Cucuteni-Trypillia avançant vers l'est et de migrants provenants de la région entre le Caucase et la Basse Volga. Les populations néolithiques auraient apporté tombes plates, figurines, et poteries peintes, tandis que les populations steppiques auraient donné sépultures sous tumulus, chevaux, et poterie grossière trempée aux coquillages.
Selon l'hypothèse kourgane, la culture d'Usatovo représenterait la domination de paysans de la culture de Cucuteni-Trypillia par des envahisseurs indo-européens venus de la steppe pontique.